# Michel Malinovsky

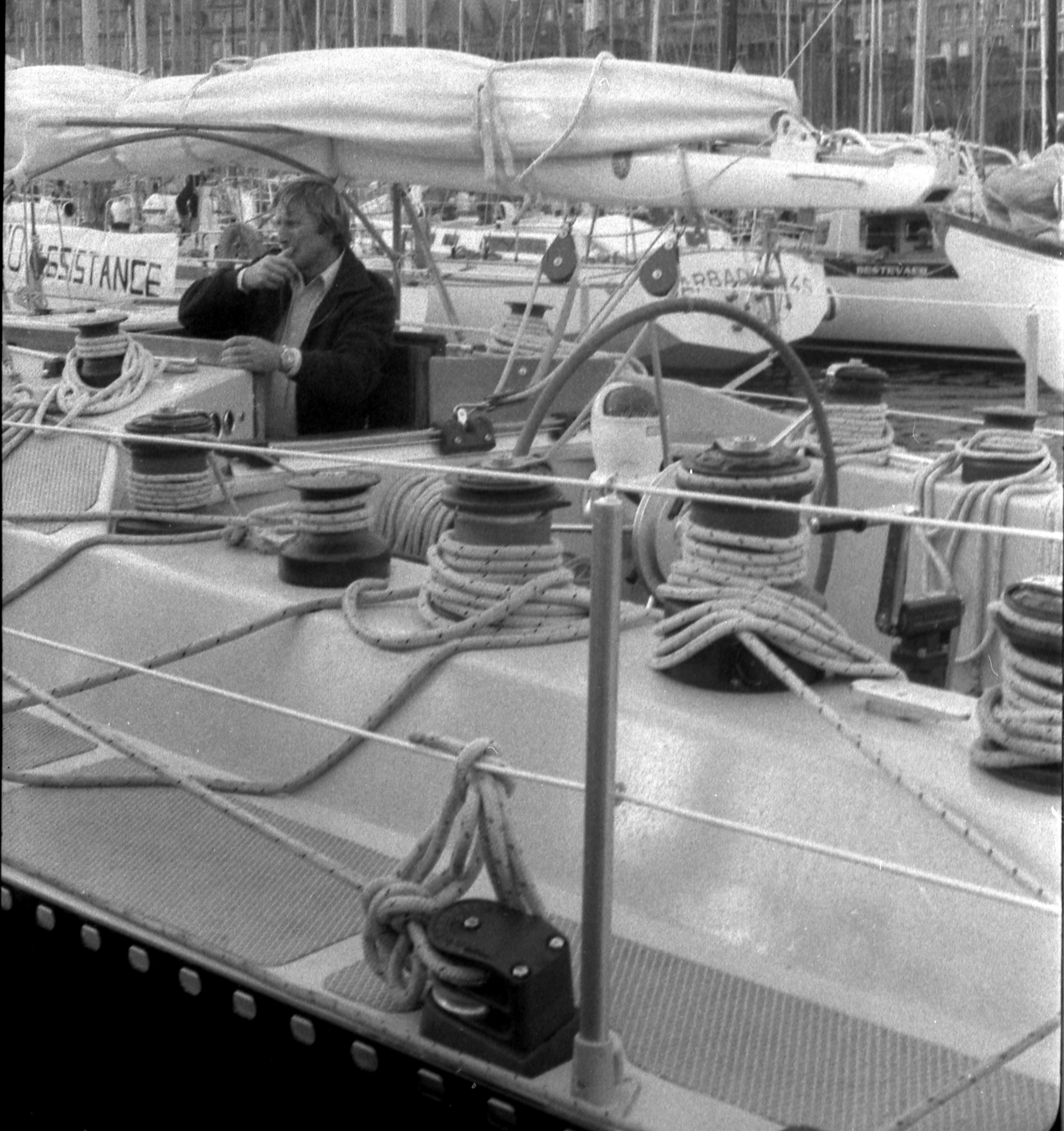
Michel na cabine do seu monocasco atracado em Saint-Malo.

Michel Malinovsky (Vancouver, 1931 - 2010) foi um velejador francês .
Disputando a primeira Corrida em solitário do L'Aurore em 1970, classifica-se em segundo lugar e ganha a prova no ano seguinte .
Na primeira Route du Rhum M. Malinovsky é o único a se apresentar na linha de partida com um monocasco ultra ligeiro tentando assim ganhar tempo fazendo uma rota ortodrómica, quando os outros competidores se apresentam todos com multicascos. Depois da tempestade provocada pela depressão que se abate sobre os concorrentes e que eventualmente está na origem do desaparecimento de Alain Colas no Manureva, está prestes de ganhar a corrida quando aprece o pequeno trimaran de Mike Birch. A 250 m da linha de chegada e depois de uma transatlântica Mike bate-o por 98 segundos. É dessa chegada que Malinovsky escreverá um livro a que chamará "Seule la victoire est jolie" ("Só a vitória é bela"), fórmula que passará à posteridade .

## Resultados
Resultados obtidos na Solitaire du Figaro . 
- 1970 - Segundo, ganha a primeira etapa
- 1971-  Vencedor
- 1972 - Terceiro, ganha a segunda etapa
- 1974 - Quarto
- 1977,- Terceiro, ganha duas etapas

Resultados obtidos na Route du Rhum
- 1978 - Segundo
- 1982 - Décimo, mas primeiro monocasco

## First 30
Colabora com a empresa naval Bénéteau na preparação do First 30 barco que vai  revolucionar a construção naval dos barcos à vela de recreio .